# Wojciech Kurtyka
Pas d'image ? Cliquez ici
Piolets d'or
Wojciech Kurtyka, aussi appelé Voytek Kurtyka, né le 25 juillet 1947 à Skrzynka, près de Kłodzko, est un alpiniste polonais. Il a également écrit de nombreux articles sur l'alpinisme et l'escalade. Il a d'ailleurs mis au point un système de cotation.

## Biographie
Né le 25 juillet 1947 à Skrzynka, près de Kłodzko, Wojciech Kurtyka, fait ses armes autant dans les Hautes Tatras, que dans les Alpes et que dans l'Hindou Kouch, où il réussit de nombreuses premières ascensions libres, des premières ascensions hivernales. Il ouvre, en compagnie de Jerzy Kukuczka et de Marek Łukaszewski, une nouvelle voie dans la face nord des Drus en 1973. L'année suivante, il réussit une première hivernale dans les Trollveggen, en Norvège, avec Marek Kęsicki (pl), Ryszard Kowalewski et Tadeusz Piotrowski (en).
En 1975, il participe pour la première fois à une expédition d'un sommet de huit mille mètres et plus précisément au Lhotse. Il ne parvient néanmoins pas au sommet. Une année plus tard, il prend part à une expédition au K2, mais doit à nouveau renoncer avant le sommet, restant à 7 900 mètres d'altitude.
Il ouvre en 1978 une nouvelle route au Changabang, dans l'Himalaya avec les alpinistes britannique Alex MacIntyre (en) et américain John Porter. L'année suivante, il participe à une nouvelle expédition dans l'Himalaya, avec pour but la face est du Dhaulagiri. Il échoue, mais repère une voie praticable lors d'une reconnaissance. Il revient donc 1980, en compagnie d'Alex MacIntyre, du guide français René Ghilini et du Polonais Ludwik Wilczyczynski. Après une première tentative avortée à cause d'une tempête de neige, les quatre hommes atteignent le sommet le 18 mai 1980.
En 1981, il tente par deux fois de gravir le Makalu, sans réussite toutefois. Il gravit l'année suivante, en compagnie de Jerzy Kukuczka, le Broad Peak, bien qu'ils n'aient que des autorisations pour le K2. En hiver 1982, il fait une tentative au Cho Oyu avec Reinhold Messner. L'année suivante, il ouvre de nouvelles voies tant dans le Hidden Peak que dans le Gasherbrum II. Il atteint en 1984, avec Kukuczka, les sommets principal, nord et médian du Broad Peak.
Il revient dans le Gasherbrum en 1985 avec l'Autrichien Robert Schauer (de) afin d'ouvrir une nouvelle voie dans la face ouest du Gasherbrum IV. Les deux hommes atteignent l'arête sommitale après huit jours d'effort et sous un temps orageux. En raison de la faim, de la soif et de leur épuisement, ils abandonnent l'idée d'une traversée du sommet nord vers le sommet principal pour entamer directement la descente par l'arête nord-ouest, qui n'avait jamais été escaladée. La descente dure deux jours et cette expédition est nommée par Climbing Magazine comme étant la plus grande ascension himalayenne du XXe siècle,.
Après avoir tenté de gravir la face est de la Nameless Tower en 1986, Kurtyka y parvient en 1988 avec Erhard Loretan. Il rate par contre par deux fois, en 1987 et en 1989, l'ascension du K2 par la face ouest. Après ces échecs, il parvient, avec Loretan et Jean Troillet à ouvrir deux nouvelles voies en 1990: une au sommet central du Shishapangma, l'autre au Cho Oyu. Il revient ensuite dans les Hautes Tatras afin d'ouvrir de nouvelles et difficiles voies. En 1993, il s'associe à Doug Scott pour ouvrir une nouvelle voie par l'arête Manzeno du Nanga Parbat, mais Scott se blesse lors de la première tentative. Il réessaie cette performance en 1997 avec Loretan.
En 2016, il reçoit le Piolet d’or carrière, après avoir refusé à plusieurs reprises cette distinction.